# Walter Klier
Walter Klier (Innsbruck, 5 juli 1955) is een Oostenrijks schrijver, criticus, uitgever en auteur van berg- en wandelgidsen.
Klier was van 1980 tot 1984 mede-uitgever van het satirische tijdschrift Luftballon en van 1989 tot 1997 mede-uitgever van het cultuurtijdschrift Gegenwart. Onder het pseudoniem Luciana Glaser publiceerde hij in 1990 samen met Stefanie Holzer het verhaal Winterende.

## Literaire werken
- Flaschenpost. Roman, München 1983
- Die Anfänger. Vertelling, München 1985
- Katarina Mueller. Biografie. Innsbruck 1989
- Kaufhaus Eden und andere Prosa. Salzburg 1990
- Winterende. Vertelling (met Stefanie Holzer). Wenen, Darmstadt: Zsolnay, 1990
- Aufrührer. Roman. Wien 1991
- Das Shakespeare-Komplott. Essay. Göttingen 1994
- Es ist ein gutes Land. Essay. Wenen 1995
- Grüne Zeiten. Roman. Wenen 1998
- Innsbruck (met Franco Coccagna). Essay. Innsbruck 1999
- Hotel Bayer, Eine Geschichte aus dem zwanzigsten Jahrhundert. Innsbruck 2003
- Der Fall Shakespeare (vervolg op Das Shakespeare-Komplott). Buchholz in der Nordheide 2004
- Meine konspirative Kindheit und andere wahre Geschichten. Innsbruck 2005

## Alpinistische werken
- Alpenvereinsführer Zillertaler Alpen, Rother Bergverlag, München, 11e oplage 1996 ISBN 978-3-7633-1269-6
- Alpenvereinsführer alpin Karwendel, Rother Bergverlag, München, 15e oplage 2005, ISBN 978-3-7633-1121-7
- Alpenvereinsführer Ötztaler Alpen, Rother Bergverlag, München, 14e oplage 2006, ISBN 978-3-7633-1123-1
- Alpenvereinsführer alpin Stubaier Alpen, Rother Bergverlag, München, 13e oplage 2006, ISBN 978-3-7633-1271-9
- Wanderführer Ötztal, Rother Bergverlag, München, 4e oplage 2007, ISBN 978-3-7633-4094-1
- Wanderführer Pitztal - mit Imst und Umgebung, Rother Bergverlag, München, 2e oplage 2002, ISBN 978-3-7633-4058-3
- Wanderführer Rund um Innsbruck - Karwendel – Sellrain – Tuxer Alpen, Rother Bergverlag, München, 2e oplage 2002, ISBN 978-3-7633-4058-3
- Wanderführer Rund um Sterzing - Wipptal: Vom Brenner bis Brixen, Rother Bergverlag, München, 1e oplage 1999, ISBN 978-3-7633-4167-2
- Wanderführer Stubai – Wipptal - mit Gschnitz, Obernberg, Navis, Schmirn und Vals, Rother Bergverlag, München, 3e oplage 2003, ISBN 978-3-7633-4172-6
- Wanderführer Zillertal - mit Gerlos- und Tuxer Tal, Rother Bergverlag, München, 5e oplage 2002, ISBN 978-3-7633-4175-7

## Uitgegeven werken
- Paul Fröhlich, Vermischte Erinnerung (1988)

- Bibsys: 90653327
- Bibliothèque nationale de France: cb14533531k (data)
- Gemeinsame Normdatei: 120129663
- International Standard Name Identifier: 0000 0001 0955 477X
- Library of Congress Control Number: nr92015362
- Nationale Bibliotheek van Tsjechië: mzk2011664367
- Nationale Bibliotheek van Israël: 987007317758405171
- Nederlandse Thesaurus van Auteursnamen: 070163596
- Système universitaire de documentation: 077585968
- Virtual International Authority File: 12542546
- WorldCat: E39PBJcRcTgGk9wtTwV7v8hfv3